# Dub (hrad)
Dub (též Tassenberg) je zřícenina hradu 1,5 kilometru jihozápadně od Tasova v okrese Žďár nad Sázavou. Nachází se na ostrožně nad Radkovským mlýnem na levém břehu Oslavy. Pozůstatky hradu jsou chráněny jako kulturní památka. Zřícenina je na soukromém pozemku a v současnosti veřejnosti nepřístupná.

## Historie
Hrad se původně jmenoval Tassenberg („Tasův vrch“). Jeho zakladatelem byl ve třináctém století příslušník rozrodu pánů z Tasova, často užívajících přídomek z Lomnice. Zakladatelem mohl být Vznata zmiňovaný roku 1268, nebo Tas, který použil přídomek z Tassenbeku roku 1292. První přímá písemná zmínka o hradu pochází z roku 1334. Dále byl hrad uváděn v letech 1349 a 1366 při dělení rodového majetku. V tomto období přešla polovina hradu s dílem městečka do rukou Jana z Meziříčí, pro něhož držení samotného hradu zřejmě nemělo smysl. Hrad poté nejspíše nejpozději na začátku patnáctého století zanikl, a bylo zapomenuto jeho jméno, protože roku 1551 byl připomenut jako „hrad pustý Duby“.

## Stavební podoba
Za staveniště hradu byla zvolena ostrožna nad Radkovským mlýnem v záhybu Oslavy. Na přístupové straně se nachází trojúhelný prostor předhradí. Před ním jsou patrné náznaky příkopu, který zřejmě nebyl dokončen. Další příkop, částečně vytesaný ve skále, devatenáct metrů široký a přes pět metrů hluboký, odděluje předhradí od hradního jádra.
Jádro má pětibokou dispozici s rozměry 55 × 30 metrů. Vymezuje jej téměř dva metry silná hradba. Další šikmo vedená hradba dělila ohrazený prostor na dvě části a dochovaly se v ní patky malé brány. Na severovýchodní straně jsou patrné terénní stopy po budovách.